# Allegro Retail
Allegro Retail a.s., do 1. října 2024 Mall Group a.s., je česká společnost, provozující e-shopy, které se zabývají prodejem širokého portfolia produktů od elektroniky až po potraviny. Toto seskupení vzniklo v červenci 2016. Kromě nákupních galerií Mall, jejichž transakce byly realizovány s finanční podporou Daniela Křetínského, Patrika Tkáče a skupiny PPF, byly součástí specializované e-shopy ze skupiny Rockaway. Do skupiny patřily také Mall.cz, CZC.cz, Bigbrands.cz, Bux.cz, Rozbaleno.cz. Ve finančním roce končícím 31. března 2022 vykázala Mall Group ztrátu 682 milionů Kč, konsolidované tržby poklesly na 17 854 milionů korun.

## Historie
Jakub Havrlant začal od roku 2014 budovat skupinu e-shopů s názvem E-commerce Holding. V tomto kroku ho podpořili Daniel Křetínský a Patrik Tkáč. Postupně do něj nakoupili nebo založili e-shopy jako je Vivantis, CZC, Koloniál, Sporty nebo Proděti. Poslední akvizicí, na které se už podílela i skupina PPF, byla firma Netretail Holding, pod kterou patří Mall.cz a Heureka. Havrlant a spol. ji koupili od jihoafrického koncernu Naspers.
Tyto akvizice – s výjimkou Heuréky – se v létě 2016 začlenily pod Mall Group, kde má Jakub Havrlant manažerskou kontrolu. Kromě toho v roce 2016 Rockaway koupil prodejce zájezdů Invia, o kterou se Havrlant dělil s čínskou skupinou CEFC.
I o rok později, konkrétně v srpnu 2017, došlo k obchodním aktivitám, když skupina Mall Group koupila od Josefa Kolera online obchod s potravinami Košík.cz a spojila ho se svým Kolonial.cz. Transakce proběhla díky finanční podpoře partnerů skupiny PPF, Daniela Křetínského a Patrika Tkáče.
V říjnu 2017 skupina PPF Petra Kellnera získala 40% podíl v Mall Group, dalších 40 procent ovládli Daniel Křetínský s Patrikem Tkáčem. Zbylých 20 procent vlastnila investiční skupina Rockaway Capital podnikatele Jakuba Havrlanta.
E-shopy Prodeti.cz a Bambino.sk byly zrušeny. Sortiment e-shopu Prodeti.cz byl zařazen do obchodu Mall.cz a Bambino.sk pod Mall.sk.
Roku 2021 byl oznámen záměr prodeje firmy polské firmě Allegro.
Roku 2022 společnost Allegro dokončila akvizici MALL Group a WE|DO.
V roce 2024 se společnost přejmenovala na Allegro Retail.

## Skupina Mall Group
Do skupiny Mall Group spadají následující e-commerce projekty:
- Mall.cz / Mall.sk / Mall.pl / Mall.hu / Mall.hr
- CZC.cz
- Mimovrste.com